# Bordères-Louron
Bordères-Louron es una comuna francesa situada en el departamento de Altos Pirineos, en la región de Occitania.

## Demografía
| 145 | 145 | 132 | 132 | 115 | 148 | 135 |
| Para los censos de 1962 a 1999 la población legal corresponde a la población sin duplicidades (Fuente: INSEE [Consultar]) |     |     |     |     |     |     |